# Màscara FFP2

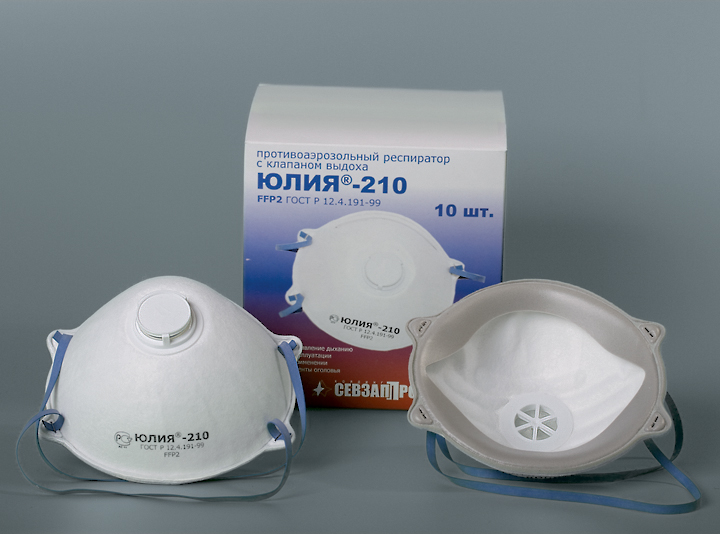
Màscara FFP2, capaç de filtrar el 94% de les partícules.

La màscara FFP2 (en anglès, Filtering Face Piece 2) és un dels models de màscara protectora autofiltrant d'ús únic que serveix per filtrar el 94% de les partícules de l'aire, segons les normes europees EN 143 i EN 149. S'utilitzen en la indústria i com a respiradors o com a màscares quirúrgiques, així com en epidèmies per evitar malalties contagioses i intrahospitalàries.

## Usos hospitalaris i sanitaris
S'usa per evitar contagis d'agents patològics d'influença, grip aviària, coronavirus, Yersinia pestis, etc.
La designació FFP2 vol dir que filtra almenys el 94% de les partícules presents en l'aire. Les màscares FFP2 han d'estar homologades per retenir el menys partícules de fins a 0,6 micres.
Està indicat per a la protecció respiratòria de tots els professionals sanitaris o persones exposats a risc baix-moderat en les següents activitats: 
- Accés a les habitacions en aïllament respiratori.
- Personal d'urgències i consultes a pacients amb risc alt de patir malalties de transmissió aèria.
- Empreses i laboratoris on es treballi i processin micobacteris (en cabina de flux laminar).

## Equivalències amb altres sistemes de classificació internacionals
A Austràlia, Nova Zelanda, Corea i Brasil s'utilitzen proves gairebé idèntiques, però amb classificacions diferents. S'utilitzen estàndards similars als Estats Units, la Xina i el Japó. Per exemple, les màscares EN 149 FFP2 tenen requisits de rendiment similars a les màscares N95 als Estats Units i als filtres KN95 de la Xina, i les màscares EN 149 FFP3 tenen requisits de rendiment similars a les màscares N99 als Estats Units. No obstant això, els requisits de prova de l'EN 149 difereixen una mica dels estàndards nord-americans, xinesos i japonesos, doncs l'EN 149 requereix una prova d'aerosol d'oli de parafina addicional (paraffinum perliquidum) a diferents cabals, i defineix diversos nivells de caiguda de pressió associats i admissibles.

## Tipus de màscares segons la norma europea - FFP
La normativa europea EN 143 defineix les màscares pel tipus de filtres de partícules que es poden acoblar o caracteritzar una màscara quirúrgica o industrial facial: P1 (78% filtrat), P2 (92% de filtrat) P3 (98% de filtrat)
La norma europea EN 149 defineix les següents classes de "mitges màscares filtrants parcials" (filtering half masks) o "peces facials filtrants" (filtering face pieces, FFP), és a dir, respiradors construïts total o totalment amb material filtrant:
| classe | Límit de penetració de l'filtre (a 95 l./min de flux d'aire)     | Flux cap a dins | ús |
| ------ | ---------------------------------------------------------------- | --------------- | --- |
| FFP1   | Filtra almenys el 78% de les partícules transportades per l'aire | <22%            | Antipols |
| FFP2   | Filtra almenys el 92% de les partícules en l'aire                | <8%             | contra els virus influença (influenzavirus A), Influenzavirus B, grip aviària, coronavirus (MERS-CoV, SARS-CoV [SRAS], SARS-CoV-2 [COVID-19], Yersinia pestis, tuberculosi així com els usos indicats en FFP1                                                                             |
| FFP3   | Filtra almenys el 98% de les partícules en l'aire                | <2%             | contra partícules molt fines de, per exemple, asbest i ceràmica; procediments mèdics que generin aerosols (Intubació endotraqueal, broncoscòpia, rentat bronocoalveolar, ventilació manual prèvia a la intubació, ventilació no invasiva, traqueotomia i usos assenyalats de FFP2 i FFP1) |

Tant la norma europea EN 143 com l'EN 149 proven la penetració dels filtres amb aerosols secs clorur de sodi i oli de parafina després d'emmagatzemar els filtres a 70 ° C i -30 ° C durant 24 h cadascun. Les normes inclouen proves de resistència mecànica, resistència a la respiració i obstrucció. A 149 prova la fugida cap a l'interior entre la màscara i la cara, on 10 subjectes humans realitzen 5 exercicis cadascun i per a 8 individus la mitjana mesurat de fugida cap a l'interior no ha d'excedir el 22%, 8% i 2% respectivament, com s'indica a dalt.